# Maria Rubert de Ventós
Maria Rubert de Ventós (1956) es un arquitecta española. Ganó el Premio Nacional de Urbanismo de España correspondiente a 2004. Entre otras obras es coautora de la ampliación del edificio del Congreso de Diputados en 1994 y realizó el proyecto director para el área olímpica de la Diagonal de Barcelona. En 2011 se convirtió en la primera mujer catedrática de urbanismo en España.

## Formación
Recibió el título de arquitecta en 1981 en la Escuela Técnica Superior de Arquitectura de Barcelona, donde posteriormente en 1991 se graduó como doctora.

## Trayectoria en urbanismo
Ha trabajado especialmente en patrimonio, espacios públicos y espacios verdes, la movilidad y el transporte especialmente en las ciudades de Barcelona, Madrid y Cartagena donde ha diseñando planes directores y de ordenación. Entre los proyectos que ha desarrollado destacan la ampliación del Congreso de los Diputados de Madrid (1994), junto a Josep Parcerisa y Oriol Clos, tras ganar un concurso donde se presentaron 287 trabajos.
También realizó el proyecto director para el área olímpica de la Diagonal, la ordenación del ámbito Besòs-Mar y el plan 22@ Perú-Pere IV, el proyecto del ensanche de Cartagena y el centro urbano de Pineda de Mar.
Obtuvo el Premio Nacional de Urbanismo de España 2004 otorgado por el Ministerio de Vivienda del gobierno español, en la categoría Iniciativa Periodística, por sus aportes a la difusión y al debate sobre temas referidos a la ciudad de Barcelona, otorgado en abril de 2006.

## Trayectoria académica
Catedrática del Departamento de Urbanismo y Ordenación del Territorio de la Escuela Técnica Superior de Arquitectura de Barcelona en 2011 fue la primera mujer que alcanzó el grado de catedrática de urbanismo en España.
Es profesora de urbanismo de la Escuela de Arquitectura de Barcelona desde 1983. Desempeña su actividad académica en investigación y docencia en el programa de Doctorado de Urbanismo y en el Máster de Paisajismo del Departamento de Urbanismo en la Universidad Politécnica de Cataluña.
También ha impartido docencia en universidades en Estados Unidos, Chile, Alemania e Italia.
Ha sido jurado en diversos premios entre ellos "Racons Públics" en Alicante en 2012. En 2017 fue jurado del I Premio Europeo Manuel de Solà-Morales de urbanismo otorgado por el Laboratorio de Urbanismo de Barcelona de la Universidad Politécnica de Cataluña.

## Publicaciones
- Places Porxades a Catalunya (Edicions UPC, 2006)
- Metro, Galaxias metropolitanas (Edicions UPC, 2001) con Josep Parcerisa Bundo
- La ciudad no es una hoja en Blanco: hechos del urbanismo (Ediciones ARQ, 2000).